# Ишменька
Ишменька — река в России, протекает по Салаватскому району Республике Башкортостан. Устье реки находится в 217 км по правому берегу реки Ай, в районе села Кадырово. Длина реки составляет 12 км.

## Данные водного реестра
По данным государственного водного реестра России относится к Камскому бассейновому округу, водохозяйственный участок реки — Ай от истока и до устья, речной подбассейн реки — Белая. Речной бассейн реки — Кама.
Код объекта в государственном водном реестре — 10010201012111100022235.